# Zgliszczak pospolity

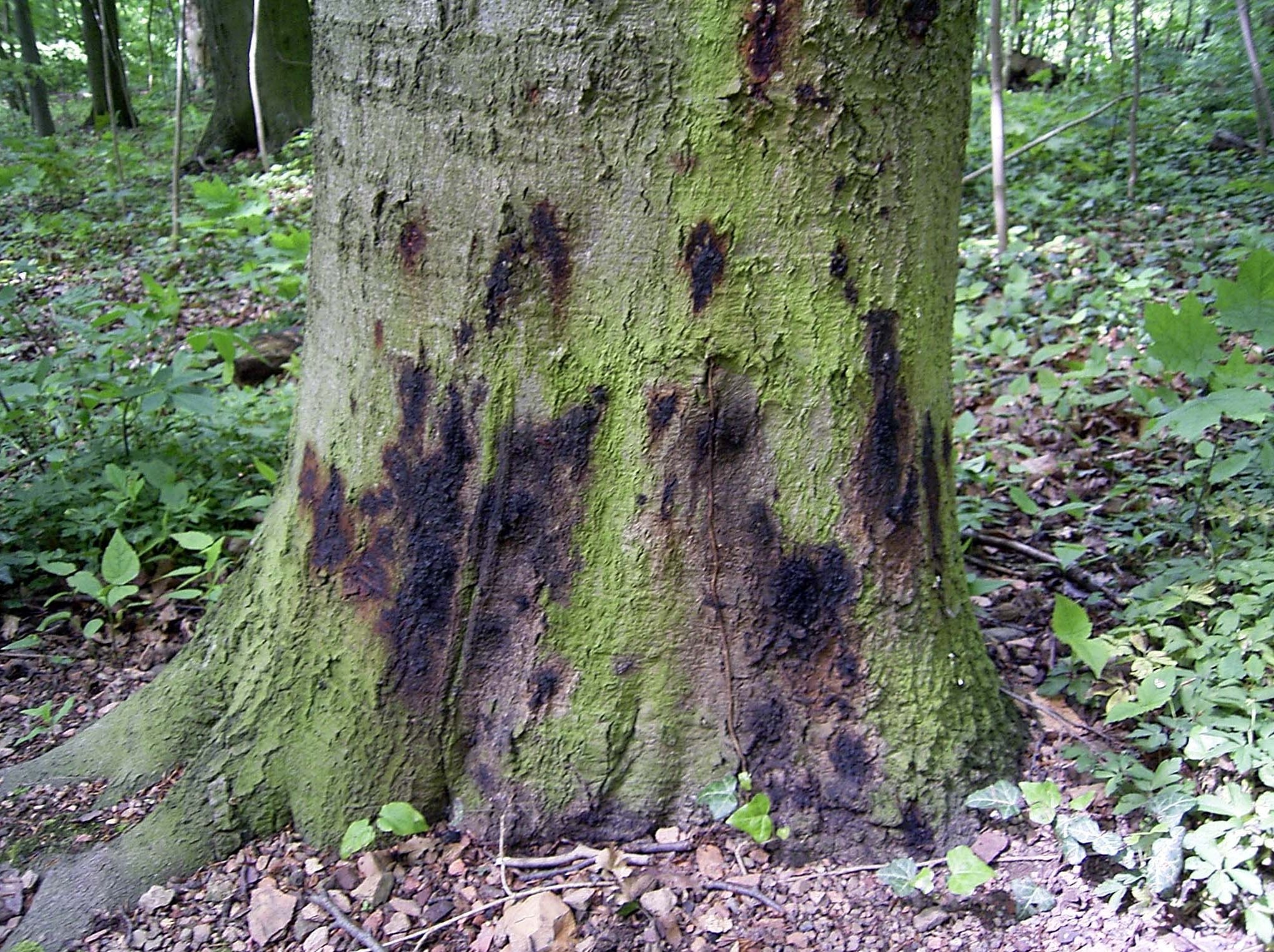

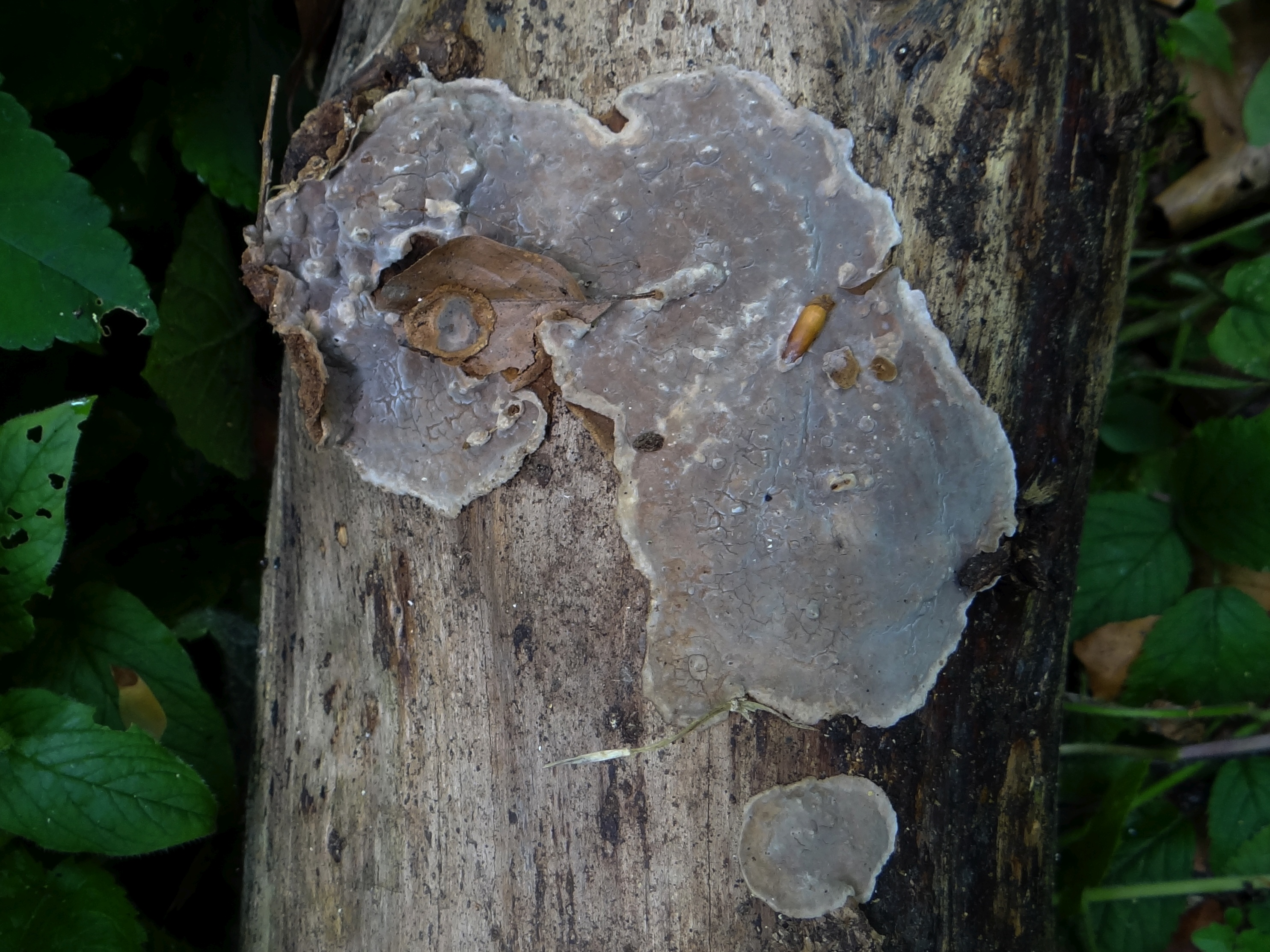
Młody owocnik

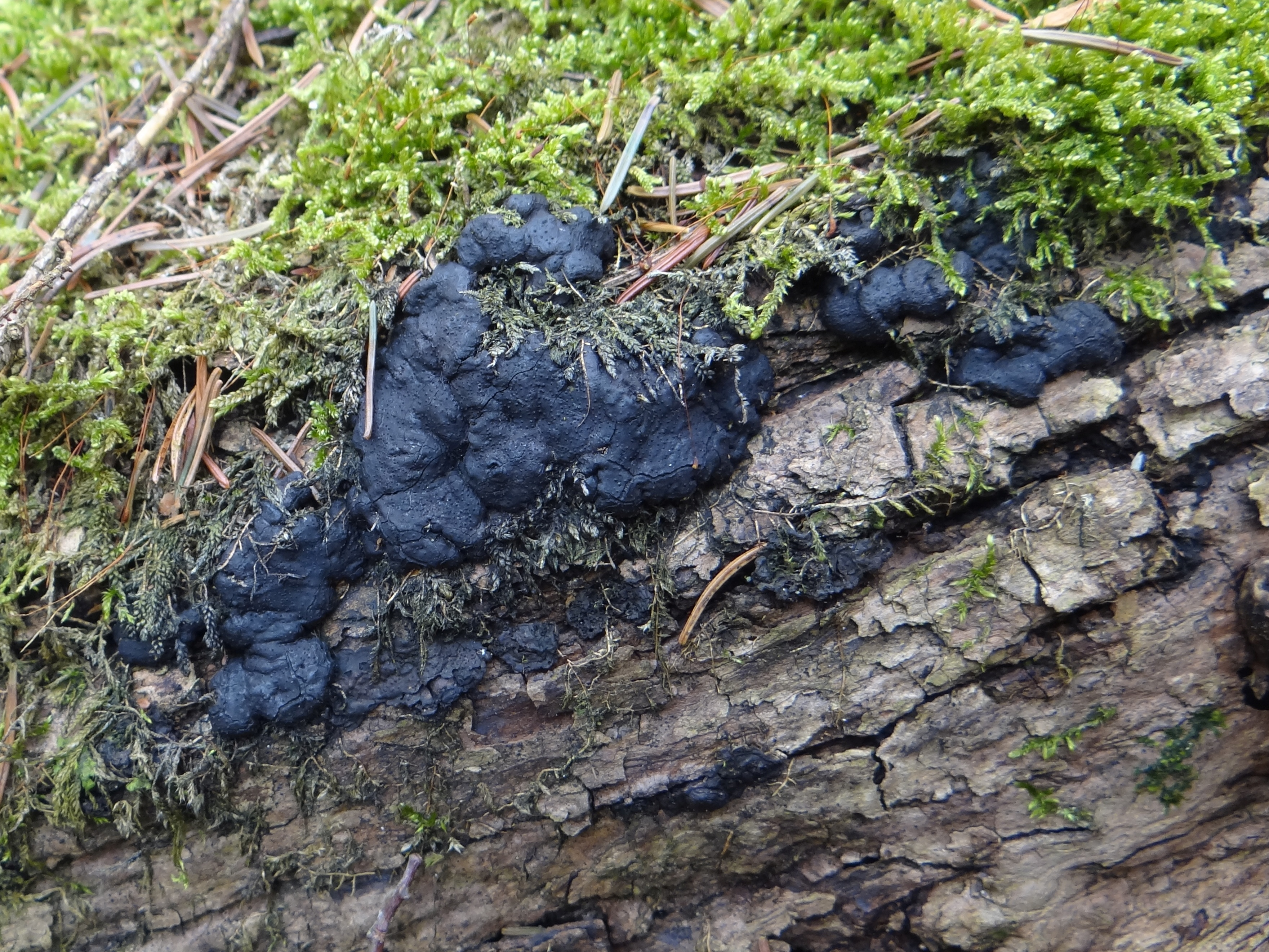

Zgliszczak pospolity Kretzschmaria deusta (Hoffm.) P.M.D. Martin – gatunek grzybów z rodziny próchnilcowatych (Xylariaceae). 

## Systematyka i nazewnictwo
Pozycja w klasyfikacji według Index Fungorum: Kretzschmaria, Xylariaceae, Xylariales, Xylariomycetidae, Sordariomycetes, Pezizomycotina, Ascomycota, Fungi.
Po raz pierwszy zdiagnozował go w 1787 r. G.F. Hoffmann, nadając mu nazwę Sphaeria deusta. Obecną, uznaną przez Index Fungorum nazwę nadał mu P.M.D. Martin w 1970 r.
Synonimów  ma 20. Niektóre z nich: 

- Hypoxylon deustum (Hoffm.) Grev. 1828
- Hypoxylon magnosporum Lloyd 1920
- Hypoxylon ustulatum Bull 1791
- Nemania deusta (Hoffm.) Gray 1821
- Nemania maxima (Weber) House 1925
- Sphaeria albodeusta Wahlenb. 1826
- Sphaeria deusta Hoffm 1787
- Sphaeria maxima Bolton 1792
- Sphaeria versipellis Tode 1791
- Stromatosphaeria deusta (Hoffm.) Grev. 1824
- Ustulina deusta (Hoffm.) Lind 1913
- Ustulina maxima (Weber) Wettst. 1885
- Ustulina vulgaris Tul. & C. Tul. 1863

## Morfologia i rozmnażanie
Podkładka
Tworzy rozpostarte, silnie przyrośnięte do podłoża, skorupiaste podkładki  o średnicy 5-15 cm i grubości około 1 cm. Sąsiednie podkładki często zlewają się z sobą. Są wieloletnie, w każdym sezonie wegetacyjnym tworzona jest nowa warstwa, stąd też starsze podkładki na przekroju poprzecznym są koncentrycznie strefowane. Początkowo są skórzaste i szarobiałe, potem czerwonoczarne, w końcu czarne i kruche. Ich powierzchnia jest pofalowana i brodawkowana. Można je dość łatwo oderwać od podłoża. W górnej warstwie podkładek znajdują się zanurzone w nich perytecja, tworzące dobrze widoczne, rozproszone brodawki. Mają wysokość około 1,5 mm i szerokość około 1 mm. Nad powierzchnię wystaje tylko ich górna część z czarną ostiolą.  
Budowa mikroskopowa
Worki cylindryczne o bardzo cienkich ściankach, często galaretowate, 8-zarodnikowe, silnie wydłużone, o rozmiarach  190–300 × 8–15 μm, osadzone na trzonkach o długości 50–60 μm. Między workami liczne nitkowate wstawki rozgałęziające się przy podstawie. Ciemnobrązowe lub czarne askospory powstają w jednym rzędzie. Mają kształt od wąskoeliptycznego do wrzecionowatego, nierówne boki, ostre wierzchołki i podłużną bruzdę, czasami słabo widoczną. Rozmiar  26–40 × 6–13 μm. Pod wpływem wilgoci następuje ich pęcznienie i askospory przez otwór wyciskane są na zewnątrz. Co roku tworzona jest nowa warstwa perytecjów. Najpierw jednak w młodej, szarobiałej warstwie rozwija się ciągła strefa równoległych konidioforów, na których wytwarzane są bezpłciowo zarodniki konidialne. Konidiofory są bezbarwne lub szarobrązowawe, słabo rozgałęzione, konidia proste, wąskojajowate, gładkie, o rozmiarach 5–7 (9) × 2–3,5 μm. Po 2-3 tygodniach od wytworzenia konidiów podkładki stają się czarne i powstają w nich perytecja.

## Występowanie i znaczenie
Jest szeroko rozprzestrzeniony w Ameryce Północnej, Europie i Azji. W Polsce jest pospolity w lasach i parkach.  
Saprotrof i pasożyt rozwijający się zarówno na martwym drewnie, jak i na żywych drzewach. Szczególnie często spotykany jest na bukach, ale rośnie także na wielu innych gatunkach  drzew liściastych. Rozwija się głównie przy podstawie pni i na korzeniach. Atakuje ściany komórkowe cewek w wiązkach przewodzących. Takie zainfekowane cewki na przekroju drewna są czarne. Może doprowadzić do obumarcia drzewa.
Głównym źródłem infekcji prawdopodobnie są przenoszone przez wiatr konidia, ale askospory również są zdolne do zakażania drzew. Zarodniki dokonują infekcji głównie przez rany. Zakażenie sąsiednich drzew może nastąpić również przez stykające się korzenie. 
Na owocnikach zgliszczaka pospolitego pasożytuje inny, wytwarzający czerwone i kuliste owocniki grzyb – Dialonectria episphaeria.

## Gatunki podobne
- Warstwiak zwęglony (Daldinia concentrica). Ma okrągłe, mniejsze i gładkie podkładki, na przekroju wyraźnie strefowane[5].
- Drewniak szkarłatny (Hypoxylon fragiforme). Ma mniejsze podkładki, nie strefowane i nigdy nie tak czarne (co najwyżej brązowoczarne)[5].
- Tzw. drewniak wielokształtny (Annulohypoxylon multiforme). Ma podkładki nie tak spłaszczone i mniejsze, perytecja bardziej widoczne.